# Villecomtal-sur-Arros
Villecomtal-sur-Arros (okzitanisch Vilacomdau d’Arros) ist eine französische Gemeinde mit 833 Einwohnern (Stand 1. Januar 2022) im Département Gers in der Region Okzitanien (vor 2016 Midi-Pyrénées). Sie gehört zum Arrondissement Mirande und zum Kanton Mirande-Astarac. Die Einwohner werden Villecomtois genannt.

## Lage
Villecomtal-sur-Arros liegt an der Mündung des Lurus in den Arros, etwa 25 Kilometer nordöstlich von Tarbes. Im Südwesten grenzt die Gemeinde an das Département Hautes-Pyrénées. Nachbargemeinden von Villecomtal-sur-Arros sind Haget im Nordwesten und Westen, Betplan im Norden, Laguian-Mazous im Osten, Montégut-Arros im Südosten und Süden sowie Rabastens-de-Bigorre im Westen.
Durch die Gemeinde führt die Route nationale 21.

## Bevölkerungsentwicklung
| Jahr                       | 1962 | 1968 | 1975 | 1982 | 1990 | 1999 | 2006 | 2011 | 2020 |
| Einwohner                  | 553  | 572  | 642  | 671  | 773  | 743  | 801  | 835  | 837  |
| Quellen: Cassini und INSEE |      |      |      |      |      |      |      |      |      |

## Sehenswürdigkeiten
- Kirche Saint-Jacques aus dem 19. Jahrhundert
- Steintor
- Schloss Betplan

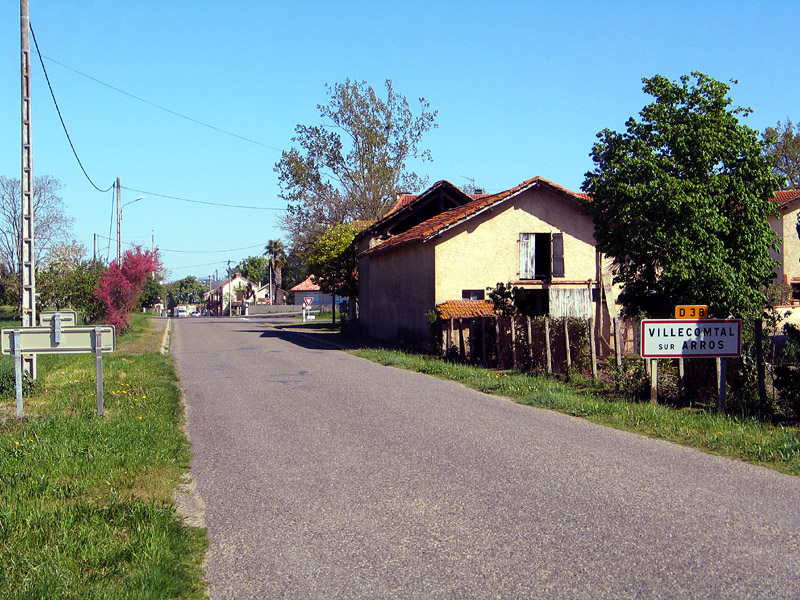
Südlicher Ortseingang
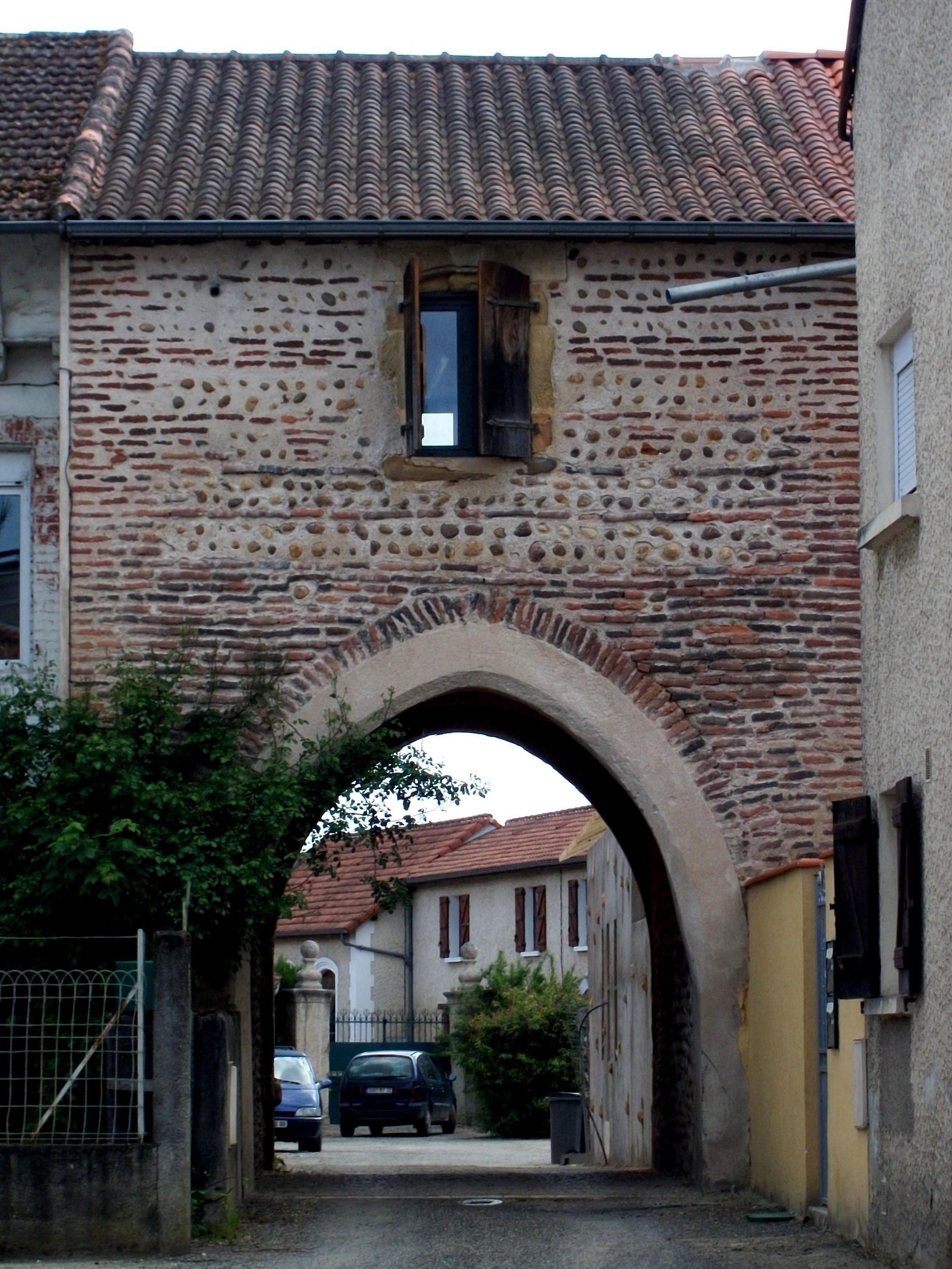
Steintor
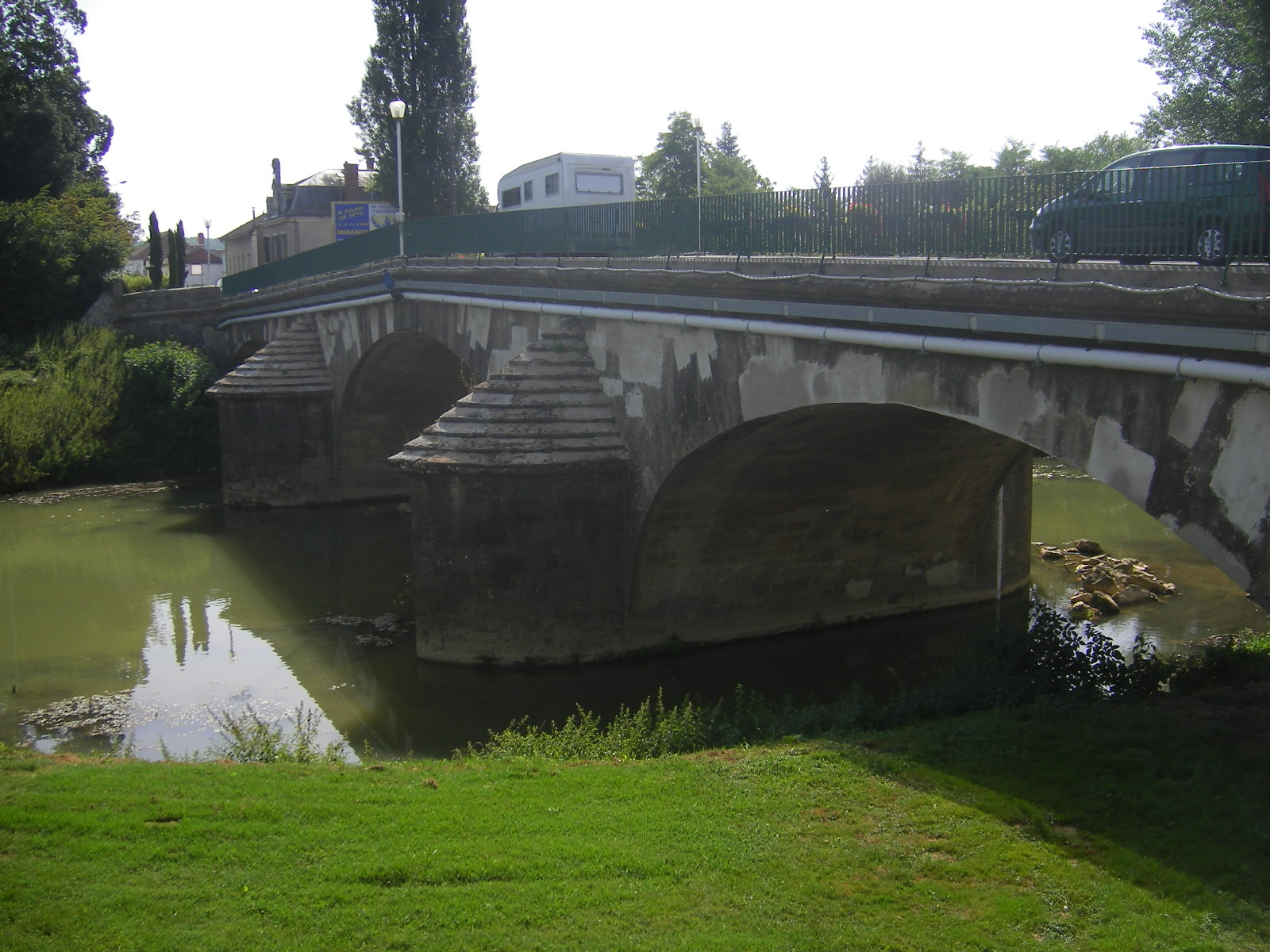
Brücke über den Arros
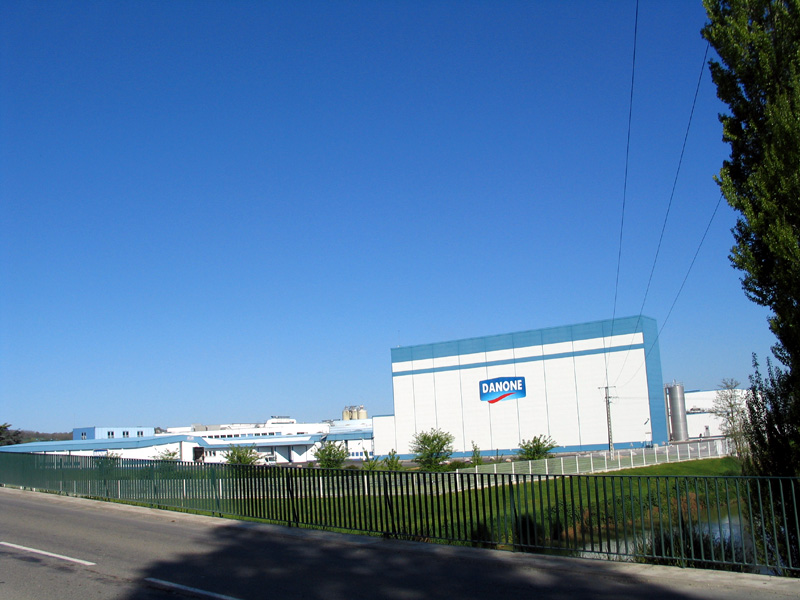
Danone-Zweigwerk in Villecomtal